# Al Dhafra Air Base
Al Dhafra Air Base är en flygbas i Förenade Arabemiraten.   Den ligger i emiratet Abu Dhabi, i den centrala delen av landet, 30 kilometer sydost om huvudstaden Abu Dhabi. Al Dhafra Air Base ligger 8 meter över havet.
Terrängen runt Al Dhafra Air Base är platt.  Trakten runt Al Dhafra Air Base är glesbefolkad, med 17 invånare per kvadratkilometer.. 
Trakten runt Al Dhafra Air Base är ofruktbar med lite eller ingen växtlighet.